# Trichonephila senegalensis
Espèce
Synonymes
- Epeira senegalensis Walckenaer, 1841
- Epeira aubryi Lucas, 1858
- Nephila annulata Thorell, 1859
- Nephila lineata Thorell, 1859
- Epeira armillipes Doumerc, 1864
- Nephila grayii Blackwall, 1865
- Nephila kyserlingii Blackwall, 1865
- Nephila bragantina Brito Capello, 1867
- Nephila hymenaea Gerstäcker, 1873
- Nephila schweinfurthi Simon, 1890
- Nephila transvaalica Pocock, 1892
- Nephila senegalensis nyikae Pocock, 1898
- Nephila senegalensis windhukensis Strand, 1906
- Nephila senegalensis calabarensis Strand, 1908
- Nephila senegalensis boehmi Dahl, 1912
- Nephila senegalensis hildebrandti Dahl, 1912
- Nephila senegalensis huebneri Dahl, 1912

Statut de conservation UICN

 LC  : Préoccupation mineure
Trichonephila senegalensis est une espèce d'araignées aranéomorphes de la famille des Araneidae.

## Distribution
Cette espèce se rencontre en Afrique subsaharienne et au Yémen.

## Description

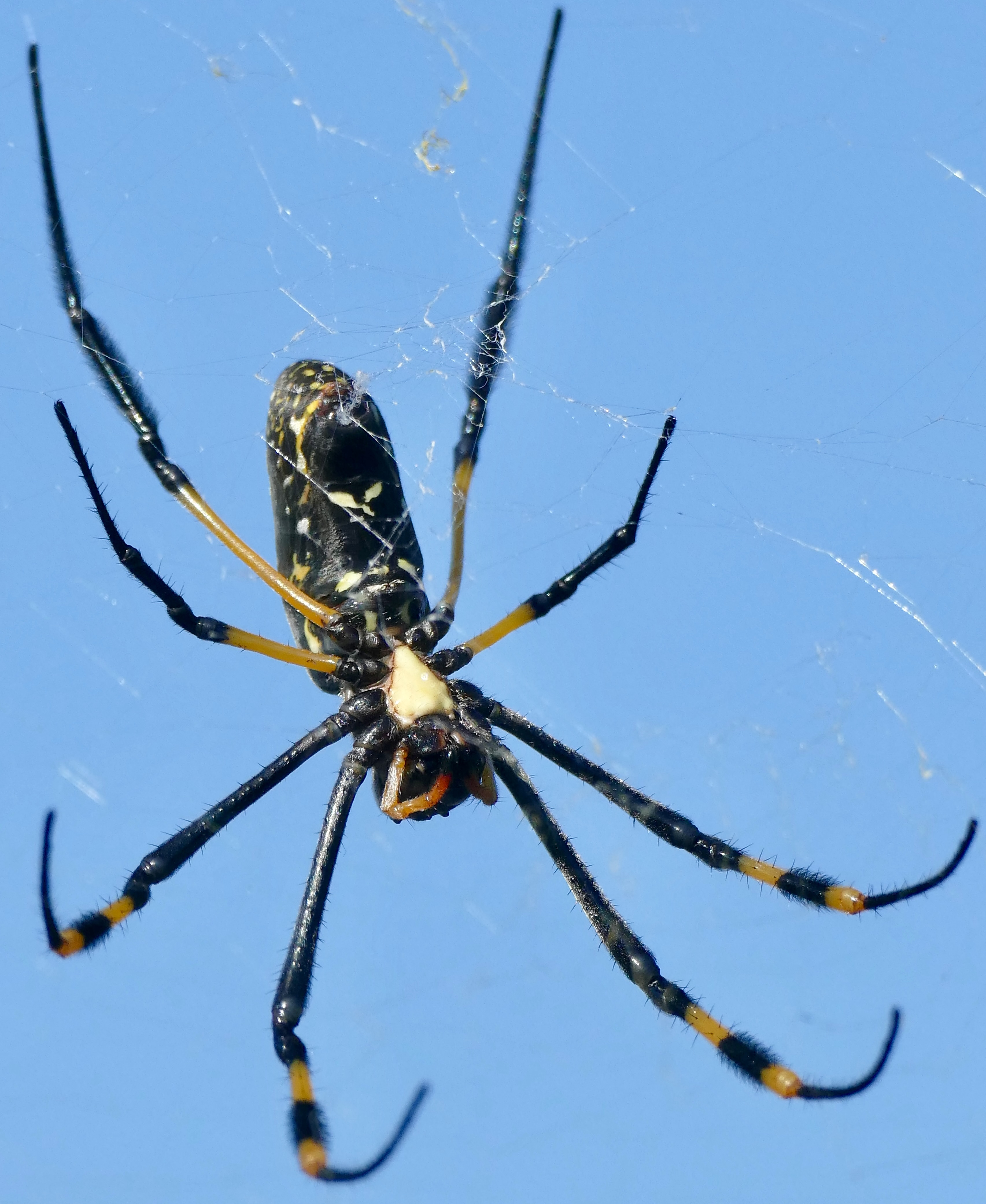
Trichonephila senegalensis

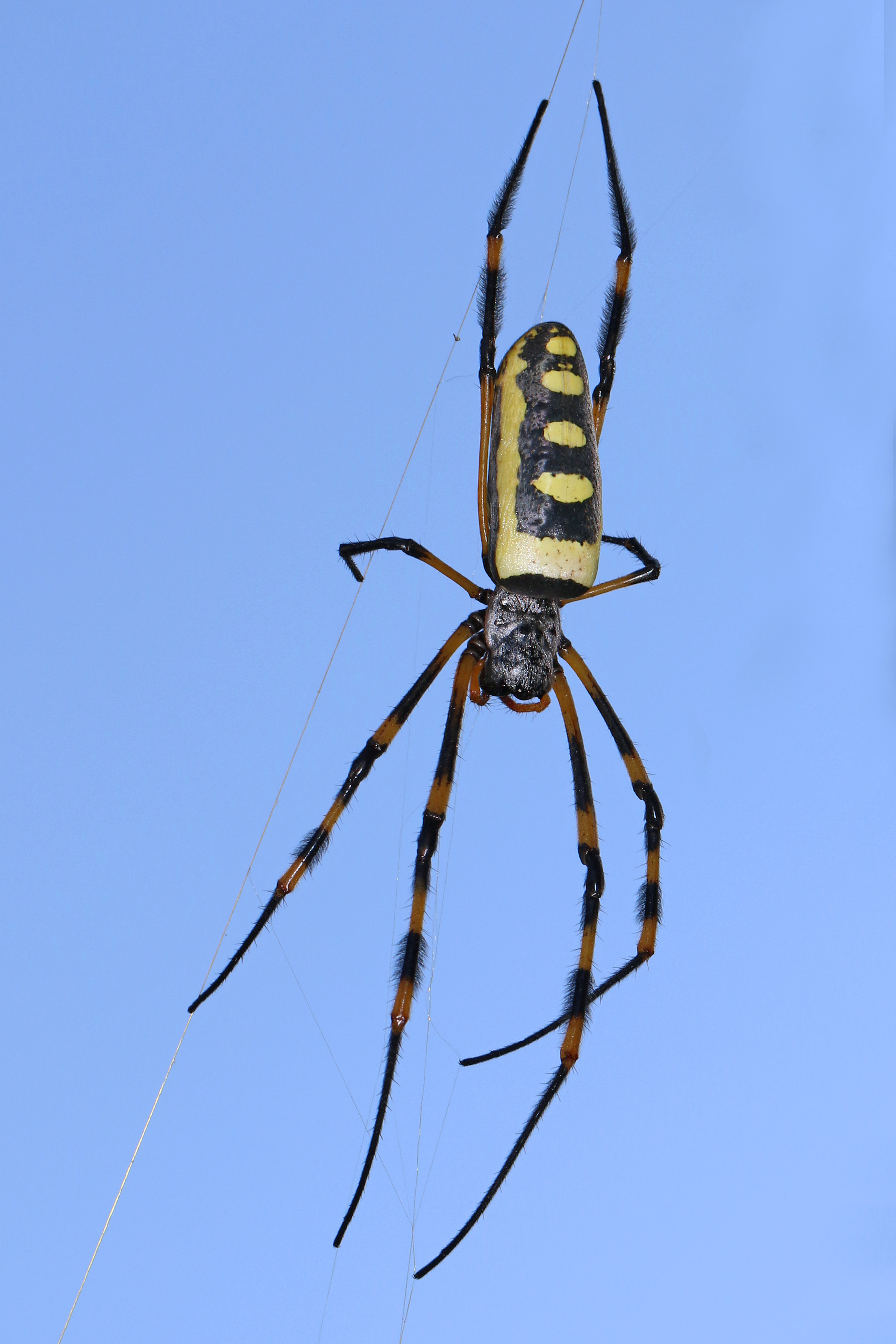
Trichonephila senegalensis

Les mâles mesurent de 4,2 à 4,7 mm et les femelles de 16 à 32 mm.

## Toile

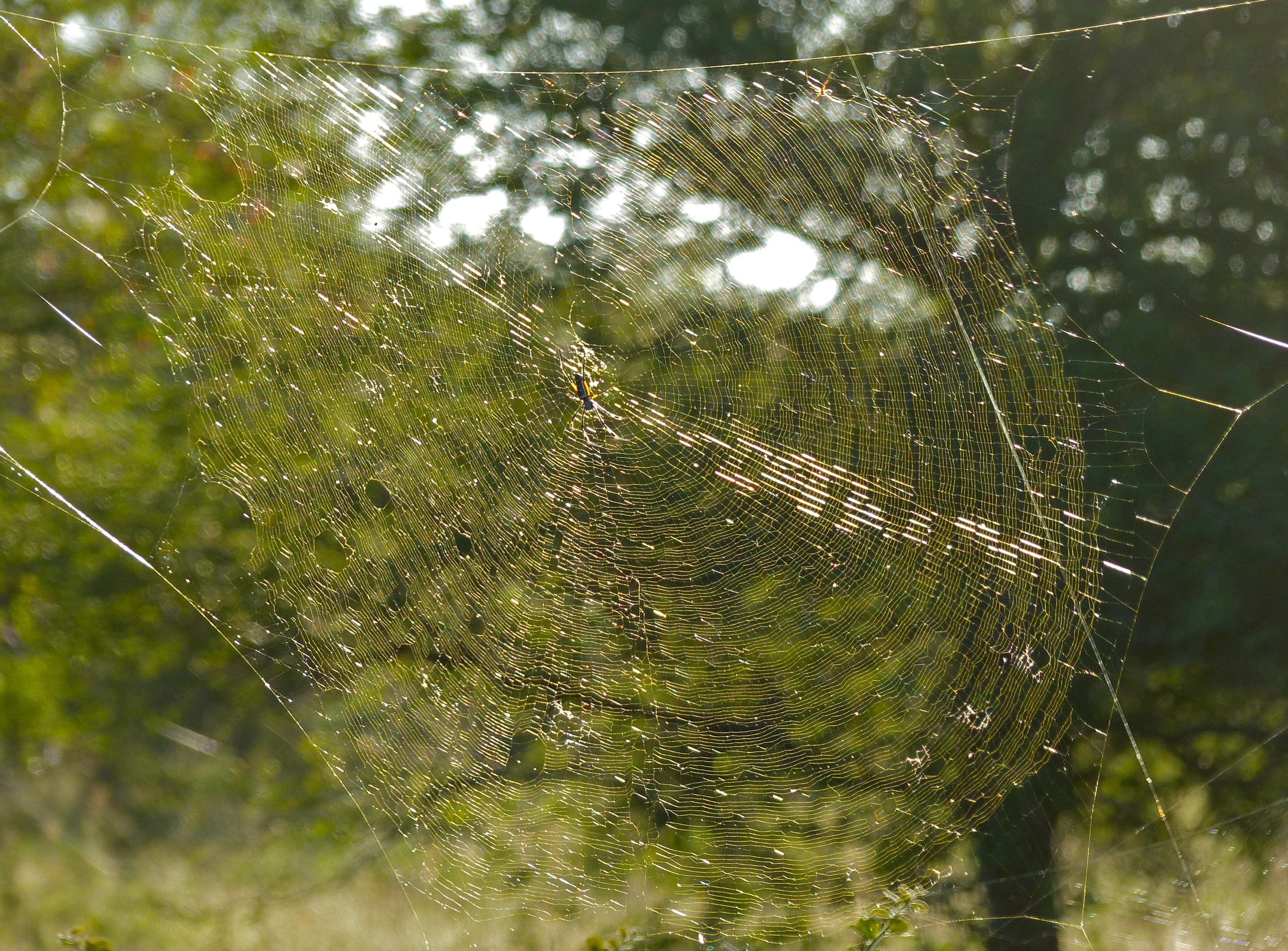
Toile

La toile de cette araignée mesure de un mètre à un mètre cinquante de diamètre.

## Liste des sous-espèces
Selon World Spider Catalog (version 25.0, 18/03/2024) :
- Trichonephila senegalensis annulata (Thorell, 1859)
- Trichonephila senegalensis bragantina (Brito Capello, 1867)
- Trichonephila senegalensis hildebrandti (Dahl, 1912)
- Trichonephila senegalensis huebneri (Dahl, 1912)
- Trichonephila senegalensis keyserlingi (Blackwall, 1865)
- Trichonephila senegalensis nyikae (Pocock, 1898)
- Trichonephila senegalensis schweinfurthi (Simon, 1890)
- Trichonephila senegalensis senegalensis (Walckenaer, 1841)

## Systématique et taxinomie
Cette espèce a été décrite sous le protonyme Epeira senegalensis par Walckenaer en 1841. Elle est placée dans le genre Nephila puis dans le genre Trichonephila par Kuntner et al. en 2019.

## Publications originales
- Walckenaer, 1841 : Histoire naturelle des Insectes. Aptères. Paris, vol. 2, p. 1-549 (texte intégral).
- Thorell, 1859 : « Nya exotiska Epeirider. » Öfversigt af Kongliga Vetenskaps Akademiens Förhandlingar, vol. 16, p. 299-304 (texte intégral).
- Blackwall, 1865 : « Descriptions of recently discovered species and characters of a new genus, of Araneida from the East of Central Africa. » Annals and Magazine of Natural History, sér. 3, vol. 16, p. 336-352 (texte intégral).
- Brito Capello, 1867 : « Descripçao de algunas especies novas ou pouco conhecidas de Crustaceo e Arachnidios de Portugal e possessoes portuguezas do Ultramar. » Memórias da Academia das Ciências de Lisboa, (N.S.), vol. 4, no 1, p. 1-17.
- Simon, 1890 : « Études arachnologiques. 22e Mémoire. XXXIV. Etude sur les arachnides de l'Yemen. » Annales de la Société Entomologique de France, sér. 6, vol. 10, p. 77-124 (texte intégral).
- Pocock, 1898 : « The Arachnida from the regions of Lakes Nyassa and Tanganyika contained in the collection of the British Museum. » Annals and Magazine of Natural History, sér. 7, vol. 2, p. 429-448 (texte intégral).
- Dahl, 1912 : « Seidenspinne und Spinneseide. » Mitteilungen aus dem Zoologischen Museum in Berlin, vol. 6, p. 1-90 (texte intégral).